# Zeynep Kızıltan
Zeynep Kızıltan (Ankara, 24 luglio 1985) è un'attrice turca, nota per aver interpretato il ruolo di Hülya Yıldırım nella serie Brave and Beautiful (Cesur ve Güzel).

## Biografia
Zeynep Kızıltan è nata il 24 luglio 1985 ad Ankara (Turchia), fin da piccola ha mostrato un'inclinazione per la recitazione.

## Carriera
Zeynep Kızıltan si è laureata presso il Dipartimento di Teatro del Conservatorio di Stato dell'Università di Hacettepe. Nel 2007 e nel 2008 ha fatto la sua prima apparizione come attrice con il ruolo di Anna Toleva nella serie Parmakliklar Ardinda. Nel 2010 ha ricoperto il ruolo di Güngör nella serie Türkan. Nello stesso anno ha interpretato il ruolo di Gülendam nel film Mahpeyker - Kösem Sultan diretto da Tarkan Özel.
Nel 2011 ha interpretato il ruolo di Ela nella serie Yalanci Bahar. Nel 2013 ha ricoperto il ruolo di Gülsah nel film Water and Fire diretto da Özcan Deniz. L'anno successivo, nel 2014, ha interpretato il ruolo di Zuhal nella serie Her Sevda Bir Veda. Nel 2015 ha ricoperto il ruolo di Yasemin nella serie Bes Kardes. Nel 2015 e nel 2016 è entrata a far parte del cast della serie Dirilis: Ertugrul, nel ruolo di Goncagül.
Nel 2016 e nel 2017 è stata scelta per interpretare il ruolo di Hülya Yıldırım nella serie Brave and Beautiful (Cesur ve Güzel) e dove ha recitato insieme ad attori come Kıvanç Tatlıtuğ e Tuba Büyüküstün. Nel 2019 ha ricoperto il ruolo di Gül Alpan nella serie Azize e dove ha recitato insieme all'attrice Hande Erçel. L'anno successivo, nel 2020, ha interpretato il ruolo di Ferda Zeynep Kiziltan nella serie Yeni Hayat.

## Filmografia

### Cinema
- Mahpeyker - Kösem Sultan, regia di Tarkan Özel (2010)
- Water and Fire, regia di Özcan Deniz (2013)
- Kirik Kalpler Bankasi, regia di Onur Ünlü (2017)

### Televisione
- Parmakliklar Ardinda – serie TV (2007-2008)
- Türkan – serie TV (2010)
- Yalanci Bahar – serie TV (2011)
- Her Sevda Bir Veda – serie TV (2014)
- Bes Kardes – serie TV (2015)
- Dirilis: Ertugrul – serie TV (2015-2016)
- Brave and Beautiful (Cesur ve Güzel) – serial TV, 32 episodi (2016-2017)
- Azize – serie TV (2019)
- Yeni Hayat – serie TV (2020)
- The Family (Aile) – serie TV (2023-2024)

## Doppiatrici italiane
Nelle versioni in italiano dei suoi film e delle sue serie TV, Zeynep Kızıltan è stata doppiata da:
- Francesca Rinaldi[18] in Brave and Beautiful[19]
- Danile D'Angelo in The Family